# 第14回国民体育大会

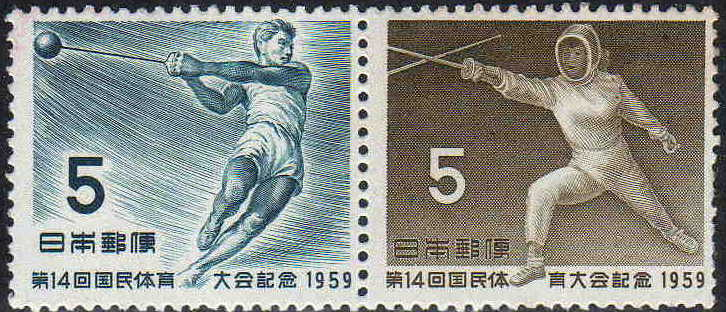
記念切手

第14回国民体育大会（だい14かいこくみんたいいくたいかい）は、1959年に開催された国民体育大会である。
同年9月の伊勢湾台風被害により、愛知県・三重県・岐阜県が秋季大会を欠場した。また参加資格の改定があり、元プロ選手の国体参加は認められないことになった。

## 概要
| 季    | 期間                      | 開催地                             | 競技数 | 参加者数 |
| ----- | ------------------------- | ---------------------------------- | ------ | -------- |
| 冬    | 1959年1月22日 - 1月25日   | 北海道帯広市                       | 1      | 921      |
| 冬    | 1959年2月21日 - 2月24日   | 山形県山形市・米沢市               | 1      | 1,253    |
| 夏    | 1959年9月20日 - 9月23日   | 東京都                             | 3      | 1,962    |
| 秋    | 1959年10月25日 - 10月30日 | 東京都 埼玉県戸田市 神奈川県横浜市 | 29     | 17,139   |
| 合 計 | 合 計                     | 合 計                              | 34     | 21,275   |

## 冬季大会

### スケート競技会
第14回国民体育大会冬季大会スケート競技会は、1月24日～1月27日に北海道帯広市で開催された。

#### 実施競技・会場一覧
| 競技名   | 競技名         | 会場地 | 会場             |
| -------- | -------------- | ------ | ---------------- |
| スケート | スピード       | 帯広市 | 緑ヶ丘特設リンク |
| スケート | フィギュア     | 帯広市 | 緑ヶ丘特設リンク |
| スケート | アイスホッケー | 帯広市 | 緑ヶ丘特設リンク |

### スキー競技会
第14回国民体育大会冬季大会スキー競技会は、2月21日～2月24日に山形県山形市、米沢市で開催された。

#### 実施競技・会場一覧
- スキー　山形蔵王温泉スキー場 (山形市)、御成山公園ジャンプ場・クロスカントリー競技場 (米沢市)[2][3]

## 夏季大会・秋季大会

### 実施競技・会場一覧
- 陸上競技
- 水泳
- サッカー
- スキー
- テニス
- 漕艇
- ホッケー
- ボクシング
- バレーボール
- 体操
- バスケットボール
- スケート
- レスリング
- ヨット
- ウェイトリフティング
- ハンドボール
- 自転車競技
- ソフトテニス
- 卓球
- 軟式野球
- 相撲
- 馬術
- フェンシング
- 柔道
- ソフトボール
- バドミントン
- 弓道
- ライフル射撃
- 剣道
- ラグビー
- クレー射撃
- 高校野球

## 総合成績
夏季大会より総合順位決定方式が変更された。

### 天皇杯
- 1位 - 東京都
- 2位 - 神奈川県
- 3位 - 大阪府

### 皇后杯
- 1位 - 東京都
- 2位 - 静岡県
- 3位 - 大阪府